# Криган, Джон
Джон Френсис Криган (англ. John Francis Cregan; 29 января 1878, Скенектади — 26 декабря 1965, Филадельфия) — американский легкоатлет, серебряный призёр летних Олимпийских игр 1900.
На Играх Криган соревновался только в беге на 800 м. Он выиграл один из полуфиналов, но занял второе место в финале, выиграв серебряную медаль.